# نسل‌کشی (فیلم)
«نسل‌کشی» (انگلیسی: Genocide (film)) فیلمی در ژانر مستند است که در سال ۱۹۸۱ منتشر شد. از بازیگران آن می‌توان به الیزابت تیلور و اورسن ولز اشاره کرد.